# Колебошин Валерій Якович
Колебошин Валерій Якович (нар. 1952 )   – директор  комунального закладу "Рішельєвський ліцей" (м. Одеса).

## Біографія
В. Я. Колебошин народився в 1952 році. 
У 1978 році закінчив фізичний факультет Одеського державного університету імені І. І. Мечникова. В 1987 році, захистивши дисертацію, здобув науковий ступінь кандидата фізико-математичних наук, а у 1994 році – вчене звання доцента.
Діяльність у науково-дослідних лабораторіях університету поєднував із роботою щодо пошуку та підтримки талановитої молоді Одещини. У вільний час працював в Одеській обласній станції юних техніків, спочатку керівником гуртка дельтапланеризму, пізніше – науковим керівником фізичного відділення Малої академії наук «Прометей». Двічі обирався її президентом (на громадських засадах). Є автором та співорганізатором багатьох інтелектуальних змагань для школярів та учнівської молоді, які проводились в Україні і за її межами. Серед найбільш популярних – всеукраїнські та міжнародні турніри юних фізиків, фізико-математичні фестивалі та «Фізичний феєрверк». Має близько 100 наукових, науково-методичних, науково-популярних публікацій, статей, методичних розробок, авторських свідоцтв тощо. Впроваджує інноваційні технології як щодо загальної організації освітнього процесу, так і на окремих уроках (створення та організація учнівських науково-дослідницьких експедицій, розроблення навчального контенту для дистанційної освіти, впровадження інформаційно-комунікаційних технологій в освітній процес та на окремих уроках тощо).
Неодноразово брав участь у роботі журі третього (заключного) туру всеукраїнського конкурсу «Учитель року» у номінації «Фізика» (1996, 2001, 2005, 2009, 2013 рр.), а також у IV етапі Всеукраїнської учнівської олімпіади з фізики (з 1992 року). Є співавтором Всеукраїнських турнірів юних фізиків з 1992 року, а з 1995 року – головою журі турніру.  

###### Визнання
Має звання «Учитель-методист», отримав грант «Соросовський вчитель».  Відзначений грамотами Міністерства освіти і науки України, Почесними відзнаками голів Одеської обласної державної адміністрації та Одеської обласної ради. 

## Нагороди
- Почесне звання «Заслужений вчитель України»,

- Орден  «За заслуги» III ступеня.

- Ювілейна медаль «25 років незалежності України»,